# 中平定確
中平定確（なかひら さだかつ、天保13年4月3日（1842年5月12日） - 元治元年7月19日（1864年8月20日））は、江戸時代末期の武将。土佐国の人。父は高岡郡梼原村の地下浪人だった中平定好、母は登根。通称を龍之助（りょうのすけ）。定雄とも。
幼少の頃より、文武に秀で那須俊平にその才を見込まれて剣を学び、門人となり、その腕前は誰もかなうものがなかった。坂本龍馬を尊敬し、俊平の養子・那須信吾の影響で、次第に勤王思想を唱えるようになったが、土佐勤王党に加盟するも、後年、連判状からはその名が削除されている。
勤王党弾圧が激しさをますと、安藤新之助ら馴染みの同志・配下ら数名を引き連れ文久3年（1863年）11月6日に土佐を脱藩。長州に入ったのち、忠勇隊に合流。禁門の変では、長州の復権を願い薩摩藩ら幕府軍と交戦したが、自らも深手を負い、ついに一時占拠した鷹司邸内で自刃して果てた。